# Saint-Amant-de-Montmoreau
 Saint-Amant-de-Montmoreau  là một xã ở tỉnh Charente phía tây nước Pháp. Xã này có diện tích 27,2 km², dân số năm 1999 là 646 người. Khu vực này có độ cao 140 mét trên mực nước biển.